# David Duchesne
David Duchesne (1961) è un ex sciatore alpino canadese.

## Biografia
Duchesne vinse il titolo nazionale canadese di combinata nel 1989 e di supergigante nel 1990; non ottenne piazzamenti in Coppa del Mondo o ai Campionati mondiali e non prese parte a rassegne olimpiche.

## Palmarès

### Campionati canadesi
- 2 medaglie (dati parziali)[1]:
  - 2 ori (combinata nel 1989; supergigante nel 1990)